# Слава (филм)
Вижте пояснителната страница за други значения на Слава.
Слава е копродукция на България и Гърция игрален филм от 2016 година на режисьорите – Кристина Грозева и Петър Вълчанов. Това е вторият филм от планираната трилогия на двамата режисьори. Филмът взима участие в множество филмови фестивали по света, като прави дебюта си на кинофестивала в Локарно на 4 август 2016 година.
В България прави официалния си дебют на фестивала Киномания на 17 ноември 2016 година, като преди това е показван на фестивала Златна Роза.
Бюджетът на филма е 260 000 евро, като 190 000 от тях са от Националния филмов център.

## Сюжет
Внимание:  Текстът по-долу разкрива сюжета на произведението (или части от него)!
Железопътният работник Цанко Петров (Стефан Денолюбов) намира голяма сума пари на релсите, но вместо да ги вземе за себе си, решава да уведоми властите. Заемащата висок пост в министерството на транспорта – Юлия Стайкова (Маргита Гошева) решава да се възползва от тази ситуация като обяви Цанко за герой с цел да отвлече вниманието от корупционен скандал.

## В ролите
- Стефан Денолюбов – Цанко Петров
- Маргита Гошева – Юлия Стайкова
- Китодар Тодоров – Валери
- Милко Лазаров – Кирил Колев
- Георги Стаменов
- Иван Савов – министър Кънчев
- Мира Искърова – Галя
- Христофор Недков
- Ана Братоева – Ани
- Надежда Братоева
- Никола Додов – крадец на гориво №1
- Станислав Ганчев – Мишо
- Димитър Сърджев
- Таня Шахова – Пепа
- Деян Статулов – Иван
- Дечо Таралежков – Краси
- Николай Тодоров – младият инспектор

## Награди
- Голямата награда (Задар, Хърватия, 2016).
- Награда за най-добър актьор на Стефан Денолюбов (Задар, Хърватия, 2016).
- Голямата награда на Фестивал „Киненова“ (Скопие, Република Македония, 2016).
- Голямата награда на международен филмов фестивал Хемптънс (САЩ, 2016).
- Специалната награда на град Варна на фестивала „Златна роза“ (Варна, 2016).[4]
- Наградата за сценарий на фестивала „Златна роза“ (Варна, 2016).
- Наградата за операторско майсторство (поделена) на фестивала „Златна роза“ (Варна, 2016).
- Наградата на СБФД и на акредитираните журналисти на фестивала „Златна роза“ (Варна, 2016).
- Диплом на Федерацията на кинообществата (Локарно, Швейцария, 2016).